# Max Vehar
Max Vehar (* 1. Oktober 1910 in Wien; † 25. September 1992 in Mülheim an der Ruhr) war ein deutscher Unternehmer (unter anderem als Speditionskaufmann) und Politiker (CDU).

## Leben und Beruf
Max Vehar wurde als Sohn des katholischen Gerbers Johann Vehar in Wien geboren. Nach dem Besuch der Volks- und Mittelschule in Mülheim an der Ruhr absolvierte Vehar eine kaufmännische Ausbildung im Großhandel und war von 1929 bis 1935 als kaufmännischer Angestellter tätig. 1936 gründete er ein eigenes Speditions- und Transportunternehmen, das er 1951 um ein Reisebüro erweiterte. Darüber hinaus war er Mitglied im Verkehrsausschuss der Industrie- und Handelskammer in Essen und fungierte als Delegierter bei der Internationalen Handelskammer in Paris. Im Jahr 1938 hatte er Johanna Schrumpf geheiratet, mit der er die Töchter Hannelore und Monika bekam.

## Partei
Vehar war 1945 Mitbegründer der CDU in Mülheim und wurde kurz darauf zum Vorsitzenden des Stadtbezirksverbandes Mülheim-Broich gewählt. Weiterhin war er Gründungsmitglied des CDU-Landesverbandes Rheinland. Von 1960 bis 1975 war er Vorsitzender des CDU-Kreisverbandes Mülheim.

## Abgeordneter
Vehar war von 1952 bis 1975 Ratsmitglied der Stadt Mülheim und dort seit 1956 Vorsitzender der CDU-Fraktion. Dem Deutschen Bundestag gehörte er von 1957 bis 1961 sowie von 1969 bis 1976 an. In der dritten Wahlperiode (1957–1961) vertrat er im Parlament den Wahlkreis Mülheim. In der sechsten und siebten Wahlperiode (1969–1976) war er über die Landesliste Nordrhein-Westfalen in den Bundestag eingezogen.

## Ehrung
1973 erhielt er das Große Bundesverdienstkreuz.